# Georges Bohas
Georges Bohas (né le 3 juin 1946) est professeur français émérite à l'École normale supérieure de Lyon, membre de l'Institut universitaire de France, et spécialiste de la révision et de la traduction de textes arabes,. Il est membre du laboratoire ICAR,,. Bohas est directeur de l'Institut français d'études arabes de Damas.
G. Bohas est titulaire d'un diplôme français d'agrégation en langue arabe.

## Prix
- Membre senior de l'IUF (2007)[3].
- Gourmand World Cookbook Awards

## Théorie
Spécialiste de l'arabe, Bohas a élaboré une théorie linguistique totale: partant de la racine trilitère sémitique, il conteste ce postulat en montrant que les locuteurs des langues sémitiques n'ont pas conscience de cette racine; il en vient à considérer comme "racine" l'étymon bilitère, réversible, à l'origine de radicaux à trois consonnes ou plus; l'étymon est lui-même constitué de traits phonétiques - la matrice de traits - qui ne sont pas présents de manière arbitraire: la relation signifié/signifiant, malgré le postulat théorique de Ferdinand de Saussure établissant l'arbitraire du signe, est mimophonique. D'abord dénommée MER (matrices, étymons, radicaux), Bohas dénomme désormais sa théorie TEM (théorie des matrices et des étymons). Cette théorie "se situe dans une perspective submorphémique: l'unité phonétique minimale n'y est pas le phonème mais un composé de traits et d'invariant notionnel appelé "matrice". Par exemple, une matrice aura une relation phonético-sémantique significative chez certains mots dérivés d'étymons comprenant des nasales et des coronales exprimant un invariant notionnel de sucion/téter/tirer/traction.